# Strašice (ort i Tjeckien, Södra Böhmen)
Strašice är en ort i Tjeckien.   Den ligger i regionen Södra Böhmen, i den sydvästra delen av landet, 110 km sydväst om huvudstaden Prag. Strašice ligger 587 meter över havet och antalet invånare är 203.
Terrängen runt Strašice är kuperad söderut, men norrut är den platt. Runt Strašice är det ganska glesbefolkat, med 35 invånare per kvadratkilometer. Närmaste större samhälle är Strakonice, 14,1 km nordost om Strašice. Omgivningarna runt Strašice är en mosaik av jordbruksmark och naturlig växtlighet.